# Comuna Crasnencoe, Stînga Nistrului
Comuna Crasnencoe este o comună din Unitățile Administrativ-Teritoriale din Stînga Nistrului, Republica Moldova. Este formată din satele Crasnencoe (sat-reședință), Dimitrova și Ivanovca.